# Uetersen
Uetersen (ˈyːtɐzən) è una cittadina tedesca situata nello Land dello Schleswig-Holstein.

## Geografia fisica
È compreso nella regione metropolitana di Amburgo. Ha circa 18 100 abitanti.